# El álbum de la semana
El álbum de la semana fue un programa musical de televisión emitido por Canal+ entre 2006 y 2008.

## Formato
El álbum de la semana era un programa musical diario en el que un personaje o un grupo musical hablaba sobre su último disco. El programa incluía además una actuación del artista escogido para esa semana. La entrevista y actuación del artista se desglosaba durante los cinco días de la semana. El espacio estaba presentado por la periodista Paloma Concejero que ya había trabajado en otros espacios de la cadena y también para la Cadena Ser.

## Horario de emisión
Se emitía de lunes a viernes en horario de sobremesa y un resumen semanal de media hora los sábados por la mañana.

## Invitados
A continuación una lista con los invitados (o especiales) del programa:

### 1ª temporada (2006-2007)
| - Los Ronaldos - Pink Martini - Brazilian Girls - Ayo - El Cuarteto de Nos - Macaco - The Gift - Scissor Sisters - Deluxe - Los Planetas - Luis Pastor - Sterlin - Los delinqüentes - Jet | - Sean Lennon - La edad de oro del pop español. Concierto sinfónico - At Swim Two Birds - Kaiser Chiefs - Mendetz - Micah P.Hinson - Najwa Nimri - Babasónicos - Julieta Venegas - Ojos de brujo - The Unfinished Sympathy - Miranda! - Lila Downs - VaneXXa | - Vinicio Capossela - Raphael - Yann Tiersen - Aterciopelados - Phoenix - Fon Román - Dominique A - Pastora - Madeleine Peyroux - Concha Buika - Paolo Nutini - Chambao - Jorge Drexler |

### 2ª temporada (2007-2008)
| - Jorge Drexler - Russian Red - Lori Meyers - Loquillo - Pedro Guerra - Lucas15 - M-Clan - Krakovia - Layabouts - Pastora - Amy Winehouse - Javier Limón - Son de limón | - Juliette and the Licks - Fangoria - Fountains of Wayne - Gastelo - José González - Pereza - Especial Navidad - La quinta estación - Violadores del Verso - Benjamin Biolay - We are Balboa - Elvis Perkins | - Quique González - Travis - Manu Chao - Siwel - Marlango - Jaime Urrutia - Tulsa - The Fray - El Bicho - FIB 2007 (2ª semana) |